# 탄닌

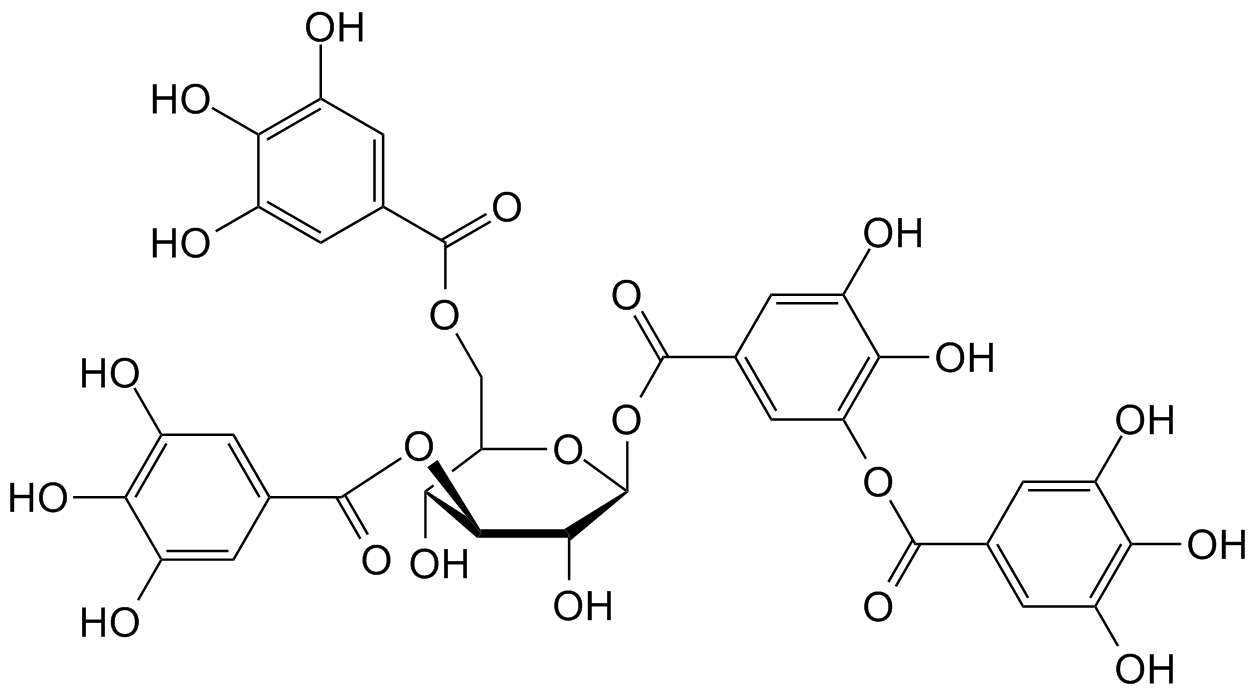
탄닌산, 탄닌의 일종

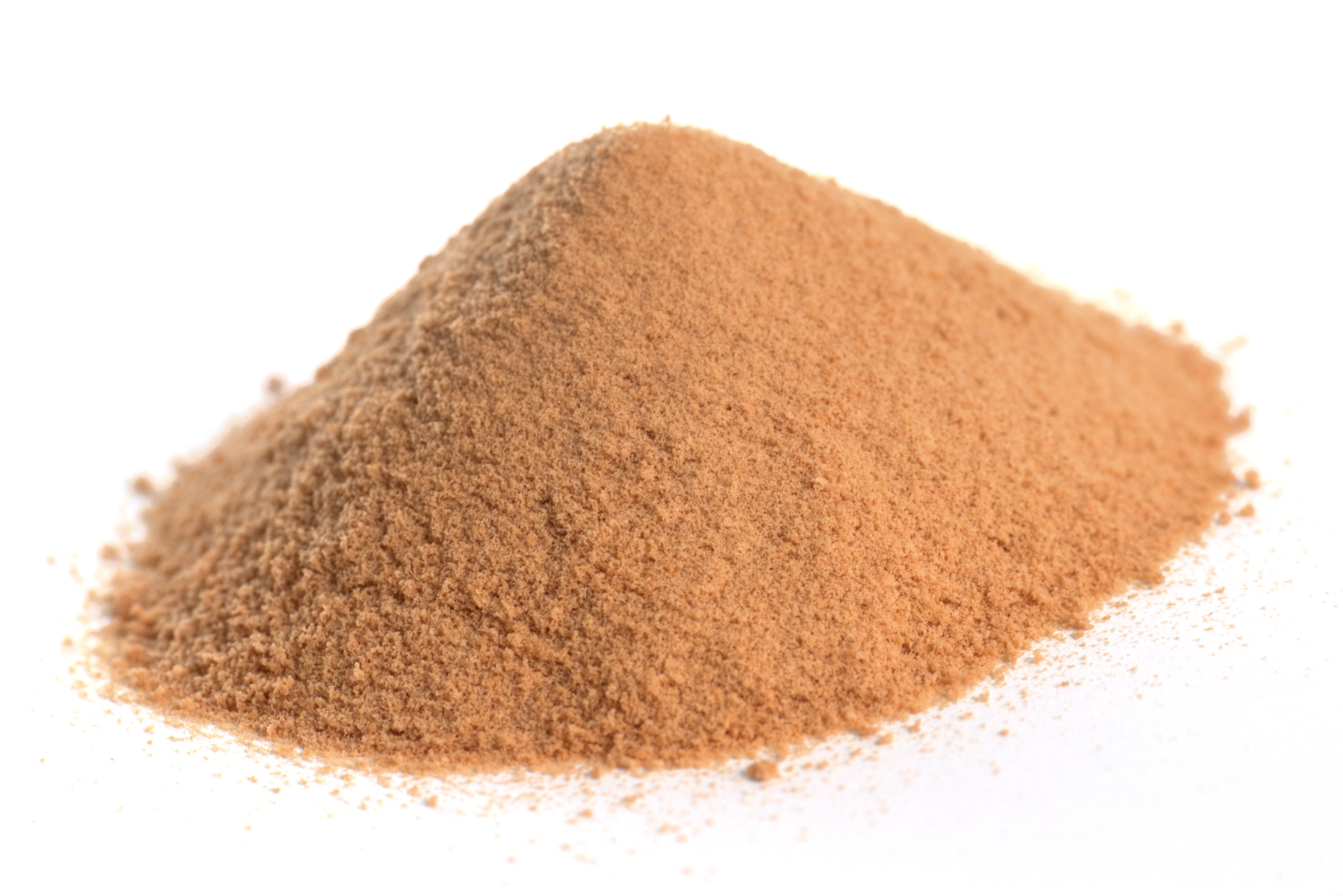
탄닌 분말 (화합물 혼합물)

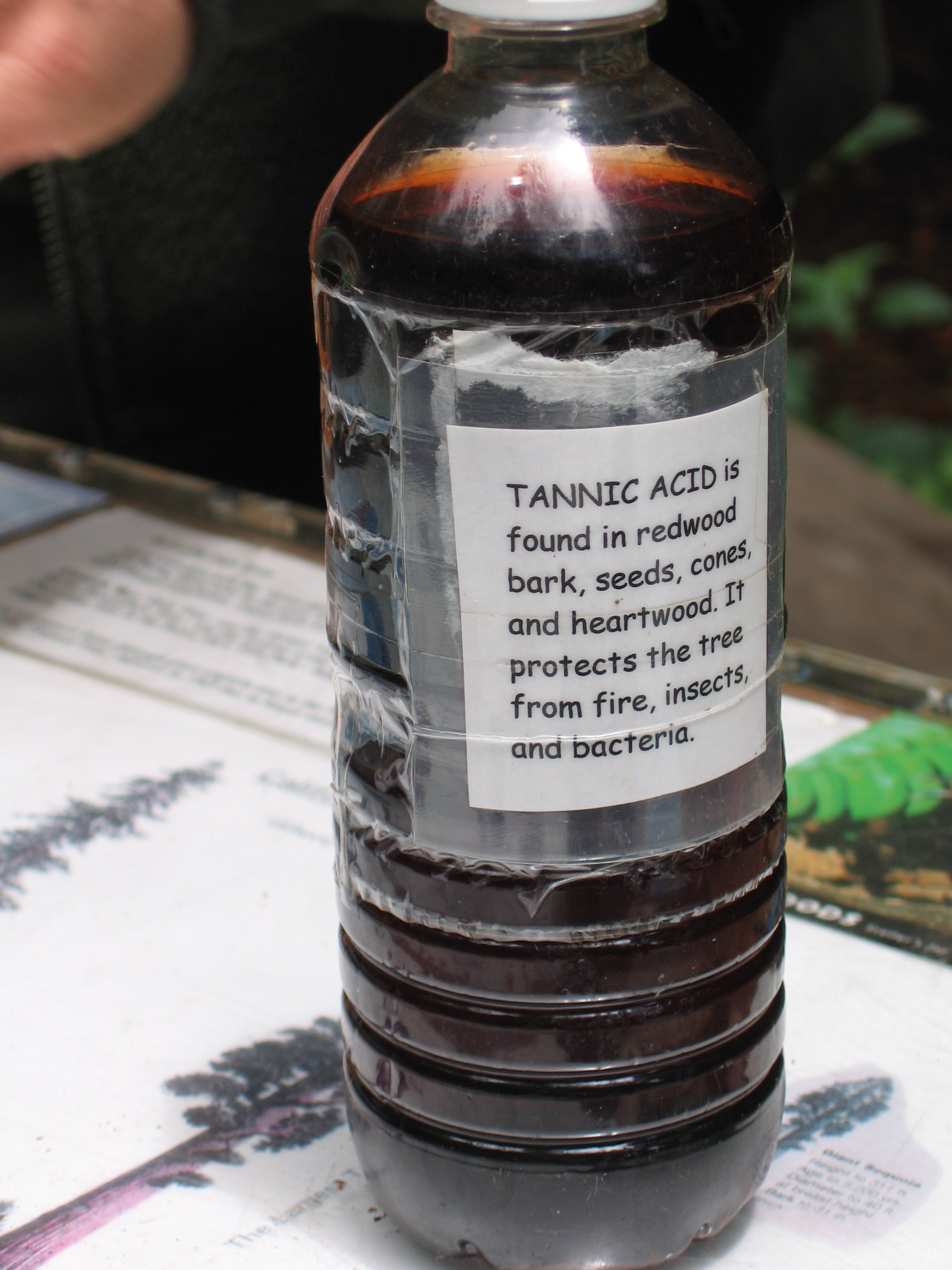
물에 탄닌산 용액을 넣은 병

탄닌(tannin, tannoid) 또는 타닌은 떫은맛을 내는 폴리페놀 생체분자의 한 종류로, 단백질과 아미노산 및 알칼로이드를 포함한 다양한 유기 화합물에 결합하여 침전시킨다.
탄닌(앵글로노르만어 tanner, 중세 라틴어 tannāre, tannum, 참나무 껍질에서 유래)이라는 용어는 동물 가죽을 피혁으로 무두질할 때 참나무와 다른 나무껍질을 사용하는 것을 말한다. 여기서 의미가 확장되어 탄닌이라는 용어는 고분자와 강한 복합체를 형성하기 위해 충분한 하이드록시기 및 다른 카복시기와 같은 적합한 작용기을 포함한 폴리페놀 화합물을 의미한다.
탄닌의 분자량은 500에서 3,000 사이(갈산 에스터)와 최대 20,000 달톤(프로안토시아니딘)을 갖는다.
식물체 내에서 미생물, 곤충, 포유동물 등에 대한 방어기능을 갖는다. 또한, 탄닌이 많이 있는 음식이나 탄닌을 많이 섭취하면 설사를 할 수 있으니 조심해야 한다. 대표적인 음식(음료)가 녹차이다.

## 탄닌류
탄닌류(Tannins)는 많은 과일에 함유되어 있는 다가 페놀 화합물로 색깔과 떫은 맛을 내는 인자로 작용한다. 탄닌은 많은 수의 OH기를 지니며 이들이 다당류, 단백질, 알칼로이드 등의 거대 분자들과 가역적으로 결합할 수 있다. 이런 결합들은 과일의 성숙과정이나 가공 도중에 기계 손상이 일어날 때만 일으킨다. 탄닌은 가수분해할 수 있는 것과 할 수 없는 성분(고농축 탄닌)으로 나뉜다. 가수분해할 수 있는 탄닌은 산, 알칼리 또는 효소로 깨질 수 있는 페놀산과 당류등으로 구성되어 있다. 이들은 갈산 또는 hexahydroxydiphenic 산의 다중 에스테르이다. 가수분해 할 수 없는 탄닌은 poroanthocyanidin(프로안토시아니딘)으로 부른다. 탄닌류는 감, 밤, 도토리, 차 등에 많이 함유되어 있으며, 특히 밤의 껍질은 혈관의 탄력을 높이는 역할을 하기도 하고 치아의 에나멜 형성을 도와 충치 예방 효과를 발현하는 것으로 알려져 있다.

## 같이 보기
- 폴리페놀
- 염화제이철 반응